# 86 aC
L'any 86 aC va ser un any del calendari romà prejulià. En aquell temps, era conegut com a any del consolat de Cinna i Mari (o, més rarament, any 668 ab urbe condita o de la fundació de la ciutat). L'ús del nom «86 aC» per referir-se a aquest any es remunta a l'alta edat mitjana, quan el sistema Anno Domini va ser el mètode de numeració dels anys més comú a Europa.

## Esdeveniments

### Antiga Grècia
- Luci Corneli Sul·la s'enfronta a l'exèrcit del rei del Pont Mitridates VI Eupàtor a la batalla de Queronea, en el curs de la Primera Guerra Mitridàtica. La batalla es descriu en dos textos antics, on els fets varien entre ells. Apareix a les Guerres Mitridàtiques d'Apià,[2] i a la Vida de Sul·la de Plutarc.[3]
- Sul·la saqueja Delfos, Olímpia i Epidaure per pagar les seves tropes.[2]
- Arcàties, fill de Mitridates VI Eupàtor, envaeix Macedònia i l'ocupa. Marxa contra Sul·la, però mor mentre el va a trobar, potser a Potidea.[2]

### República Romana
- Luci Corneli Cinna i Gai Mari es fan elegir cònsols.[4]
- Quan Mari duia 80 dies al càrrec mor d'una pleuritis, després de set dies de malaltia. Quint Sertori, el seu lloctinent, es desfà dels seus seguidors personals, bàsicament esclaus, que eren els qui havien perpetrat les matances d'aristòcrates l'any anterior (87 aC).[5]
- Cinna nomena cònsol sufecte a Luci Valeri Flac.[6][7]
- Cinna envia Valeri Flac a Àsia per enfrontar-se a Sul·la i sotmetre a Mitridates VI Eupator. Com a legat l'acompanya Gai Flavi Fímbria, ja que Flac no té experiència militar. Abans de sortir proposa una llei que cancel·la les tres quartes parts de tots els deutes.[8]
- Flac, avariciós i cruel, es guanya l'hostilitat de l'exèrcit i molts soldats es passen al camp de Sul·la i la resta són partidaris de Fímbria, el seu legat, que es guanya el seu favor. A Bizanci un conflicte entre Fímbria i un qüestor se sotmet a l'arbitratge de Flac que dona la raó al qüestor. Fímbria indignat, vol tornar a Roma i Flac el relleva del servei.[7][6]

## Naixements
- Gai Sal·lusti Crisp, historiador romà.[9]

## Necrològiques
- 13 de juny - Gai Mari, general romà.
- Luci Valeri Flac, cònsol sufecte, a mans del seu legat Gai Flavi Fímbria, que li talla el cap i el llença al mar.[10] Vel·lei Patèrcul diu que va morir l'any següent, el 85 aC.[6]
- Luci Acci, poeta tràgic (data aproximada).[11]
- Aristió, filòsof d'Atenes, per ordre de Sul·la, ja que va fer cremar l'Odèon, perquè Sul·la no utilitzés les fustes de l'edifici per construir màquines de guerra. Aristió es refugia a l'Acròpoli, que Sul·la ocupa ràpidament i el captura. Mor executat a l'altar de Minerva.[12]